# Zoltan Vamoș
Zoltan Vamoș (în maghiară Vámos Zoltán; n. 27 ianuarie 1936, Timișoara, România – d. 2001, Timișoara, România) a fost un alergător român.

## Carieră
Zoltan Vamoș a fost multiplu campion național în probele de 800 m, 1500 m, 3000 m obstacole, cros și ștafeta de 4×400 m. În 1957 a câștigat medalia de bronz la 800 m la Festivalul Mondial al Tineretului și Studenților de la Moscova. La Jocurile Olimpice din 1960 de la Roma a obținut locul 5 la 1500 m, având un timp mai buni decât vechiul record olimpic. Anul următor, el a câștigat medalia de argint la Universiada de la Sofia, ratând aurul la o zecime.
La Campionatul European din 1962 de la Belgrad Zoltan Vamoș a luat startul la 3000 m obstacole. Cu un timp de 8:37,6 min. a stabilit un nou record național și a câștigat medalia de argint. A fost primul român care a cucerit o medalie la Campionatele Europene. Patru ani mai târziu, la Campionatul European din 1966 de la Budapesta, a ajuns din nou în finală. De data aceasta a obținut locul 7, stabilind din nou un record național cu timpul de 8:34,0 min.

## Realizări
| An   | Competiție           | Locație             | Loc | Eveniment        | Note    |
| ---- | -------------------- | ------------------- | --- | ---------------- | ------- |
| 1960 | Jocurile Olimpice    | Roma, Italia        | 5   | 1500 m           | 3:40,8  |
| 1961 | Universiada          | Sofia, Bulgaria     | 6   | 800 m            | 2:10,7  |
| 1961 | Universiada          | Sofia, Bulgaria     | 2   | 1500 m           | 3:45,85 |
| 1962 | Campionatul European | Belgrad, Iugoslavia | 2   | 3000 m obstacole | 8:37,6  |
| 1965 | Universiada          | Budapesta, Ungaria  | 8   | 1500 m           | 3:48,6  |
| 1966 | Campionatul European | Budapesta, Ungaria  | 7   | 3000 m obstacole | 8:34,0  |

## Recorduri personale
| Probă            | Performanță | Dată              | Locație   |
| ---------------- | ----------- | ----------------- | --------- |
| 1500 m           | 3:40,5      | 18 iunie 1960     | Praga     |
| 3000 m obstacole | 8:34,0      | 3 septembrie 1966 | Budapesta |